# Hackathon

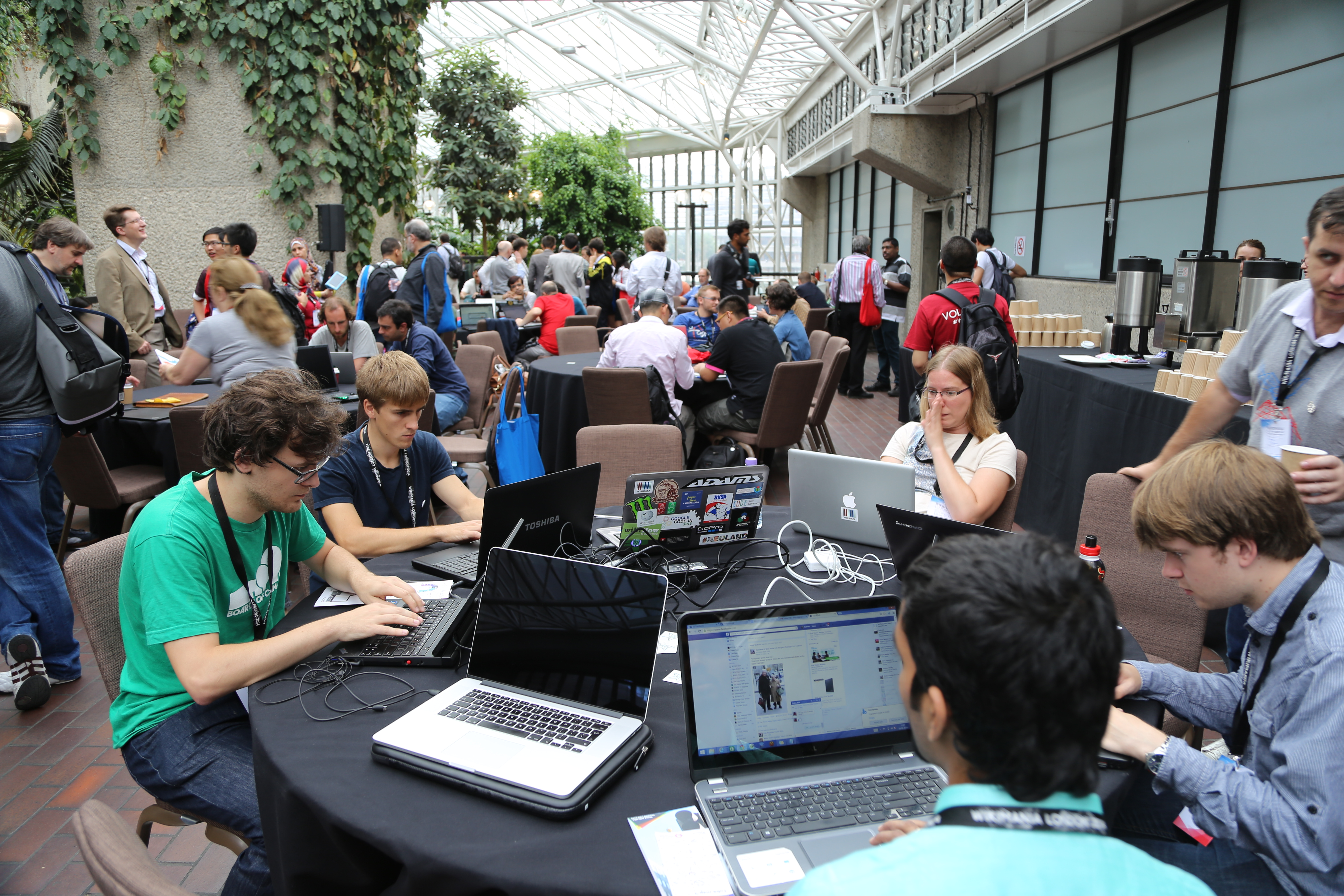
Hackatón de Wikimania 2014

Un (o una) hackathon (o hackatón) designa, en la jerga de las comunidades hacker, un encuentro de programadores cuyo objetivo es el desarrollo colaborativo de software, aunque en ocasiones también puede haber una parte de hardware. Estos encuentros pueden durar de dos días a una semana. El objetivo es doble: de un lado, sumar al proyecto de software libre que se desee, y por otro, aprender sin prisas.

## Terminología
El término integra los conceptos de hacker y maratón, referido a una experiencia colectiva con la meta común de desarrollar aplicaciones de modo conjunto en lapso breve. Habría surgido en 1999 de modo independiente por desarrolladores del OpenBSD y el equipo de marketing de Sun Microsystems.[cita requerida]

## Propósitos
Algunos hackatones tienen metas educativas o sociales, pero en muchos casos también es crear software utilizable. Las hackatones tienden a un enfoque específico, que puede incluir el lenguaje de programación usado, el sistema operativo, una aplicación, una API, el destinatario o el grupo demográfico de los programadores. En otros casos, no hay restricción en el tipo de software que está siendo creado en el evento.
En los últimos años surgieron iniciativas como las hackatones, no relacionadas directo al mundo de la programación, pero con todos sus demás aspectos, y así se las considera tales.[cita requerida]

## Organización
El hackathon, desde la óptica organizativa, tiene dinámica horizontal e intensiva: los participantes unen experiencias y habilidades individuales para crear soluciones concretas. De allí que, para los especialistas en educación, el hackathon posea ciertas características propias de un dispositivo pedagógico al promover el trabajo colaborativo entre pares orientado a resolver problemas, se centra en el proceso de trabajo como instancia de aprendizaje y ayuda a la motivación intrínseca de los participantes.
En los hackatones, existen varias modalidades según su duración; horas, días o hasta semanas, según también de su localización, existiendo las variantes presenciales y en línea, y claro, el área o temática del encuentro en sí.